# August Ségur-Cabanac

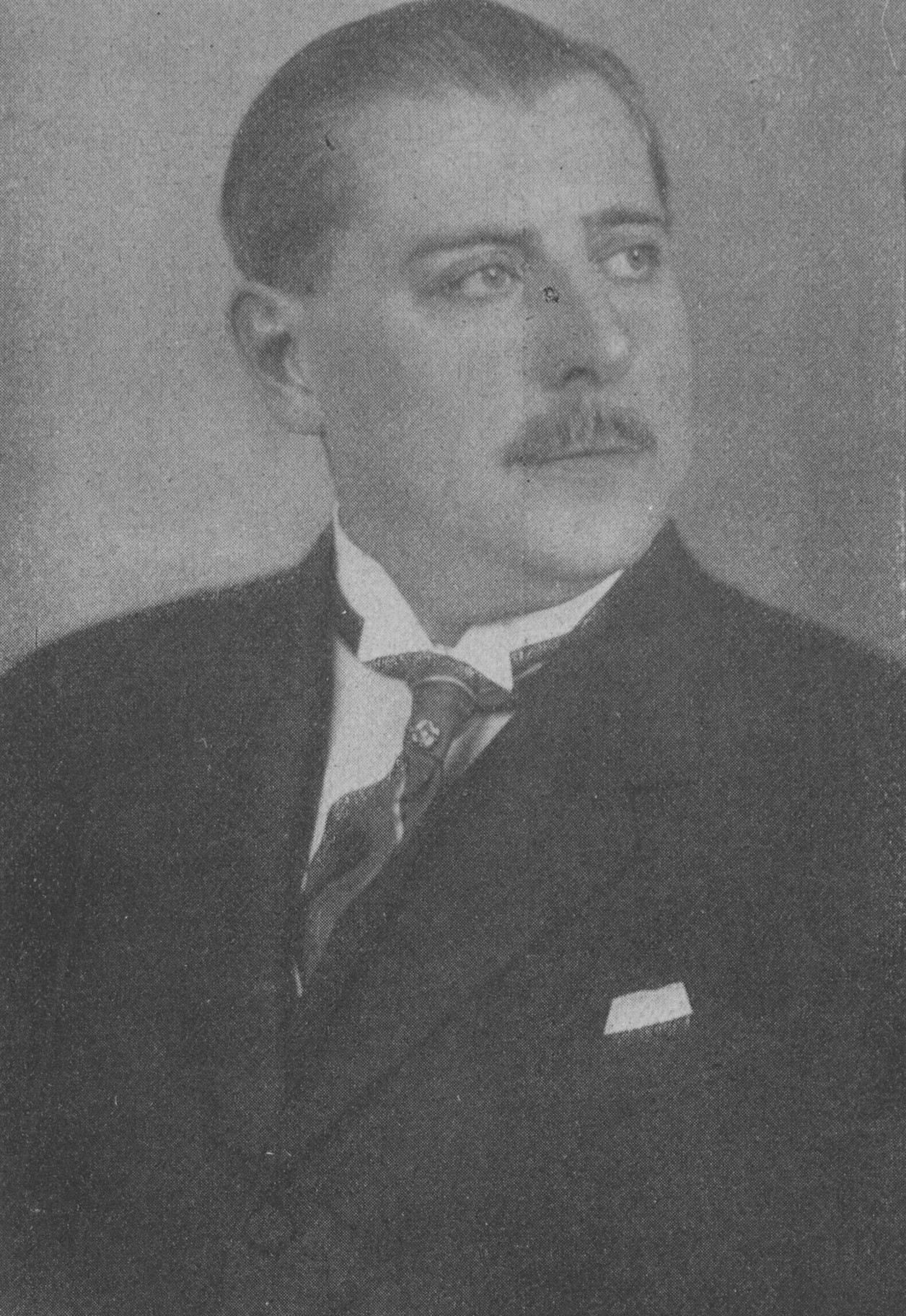
August Ségur-Cabanac, um 1924

August Ségur (Ségur-Cabanac) (* 22. Jänner 1881 in Brünn, Mähren; † 1. März 1931 in Wien) war ein österreichischer Beamter und Politiker.

## Leben

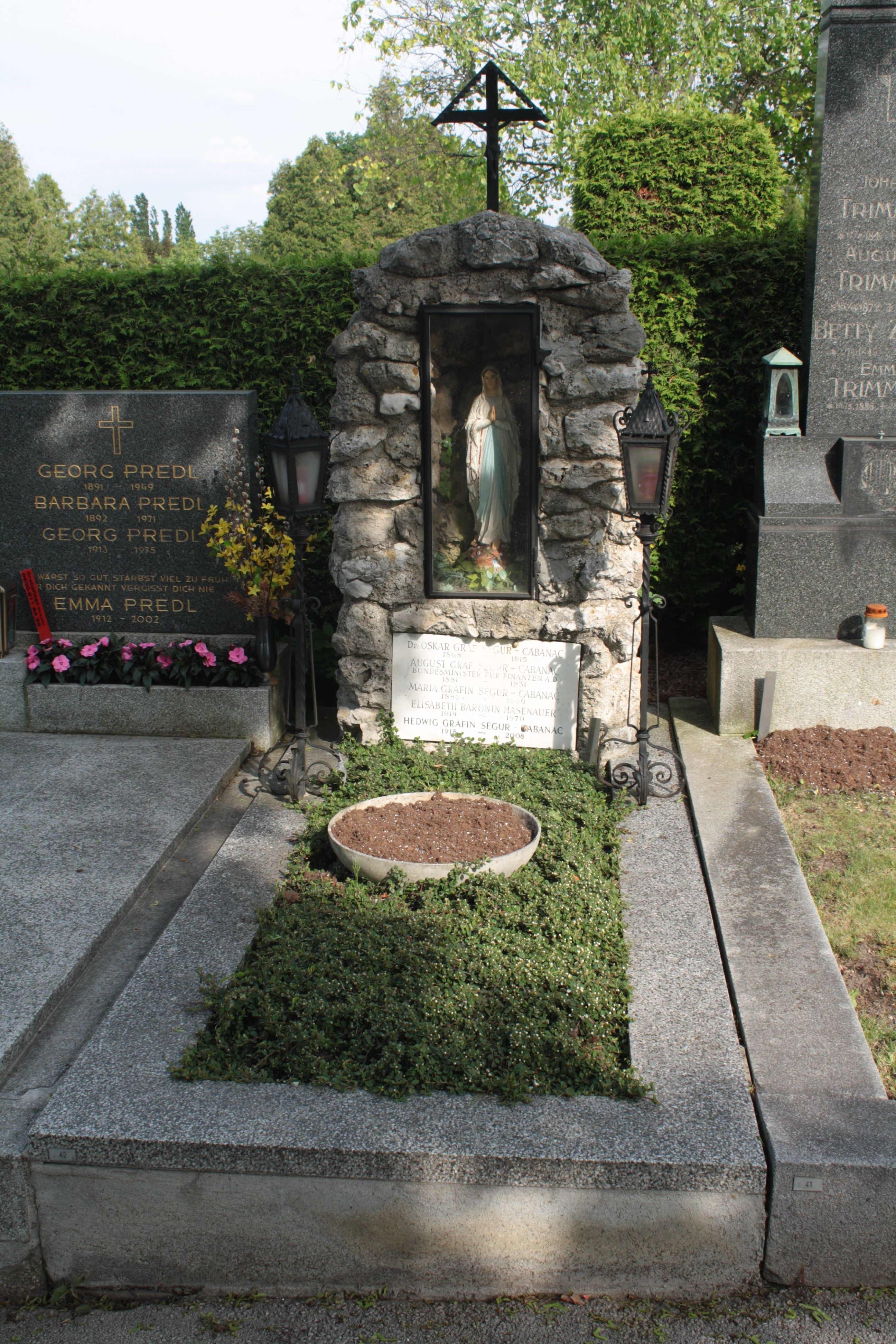
Familiengrab am Mödlinger Friedhof

August Ségur-Cabanac stammt aus einer alten französischen Adelsfamilie. Sein Vater war Oskar Graf Segur-Cabanac, der im k.k. Landwehr-Verteidigungsministerium zu Beginn des Ersten Weltkrieges unter anderem für Pferde und Gespanne zuständig war. Sein Urgroßvater war August Franz Marzellus Ségur-Cabanac, sein Bruder war Viktor Ségur-Cabanac.
Nach dem Besuch des Theresianums in Wien absolvierte August Ségur ein Studium der Rechtswissenschaften in Wien.
Ab 1906 war er Statthaltereibeamter, ab 1914 an der Bezirkshauptmannschaft Mödling. Ab 1917 war Ségur-Cabanac als Beauftragter für das Ernährungswesen in Niederösterreich tätig. Von 1918 bis 1921 wirkte er wieder an der Bezirkshauptmannschaft Mödling und bekleidete die Position des Bezirkshauptmanns. Kurze Zeit war er auch im Volksrat, der die Position des Bürgermeisters in Mödling einnahm.
Ségur war von 1919 bis 1924 Landtagsabgeordneter, von 1920 bis 1922 Landesrat. Er war Klubobmann-Stellvertreter des christlichsozialen Klubs im niederösterreichischen Landtag. Im Jahr 1920 war er kurz auch Abgeordneter im Nationalrat. Von 31. Mai 1922 bis 14. November 1922 war er auch Finanzminister. Zwischen 1923 und 1927 wirkte er als Präsident des Dorotheums.
Er war Ehrenmitglied der katholischen Studentenverbindung KÖStV Rudolfina Wien.
Bestattet ist Ségur-Cabanac im Familiengrab in Mödling.